# Église Saint-Irénée de Lyon
Pour les articles homonymes, voir Saint-Irénée (homonymie).
L'église Saint-Irénée, à Lyon, située sur les hauteurs de Lyon dans le quartier de Saint-Irénée, est, pour sa partie basse, l'une des plus anciennes de France.
En effet, la crypte de l'église date du IXe siècle, début de l'époque carolingienne, l'église elle-même ayant été rebâtie, après bien des vicissitudes, au début du XIXe siècle et terminée en 1830. Elle en fait l'un des rares monuments du haut Moyen Âge conservés partiellement en élévation.
L'église fait l’objet d’un classement au titre des monuments historiques par la liste de 1862.
À l'extérieur du chœur se trouvent un calvaire et un chemin de croix faisant, lui, l'objet d'une inscription aux monuments historiques en 2021.

## Histoire

### Nécropole romaine

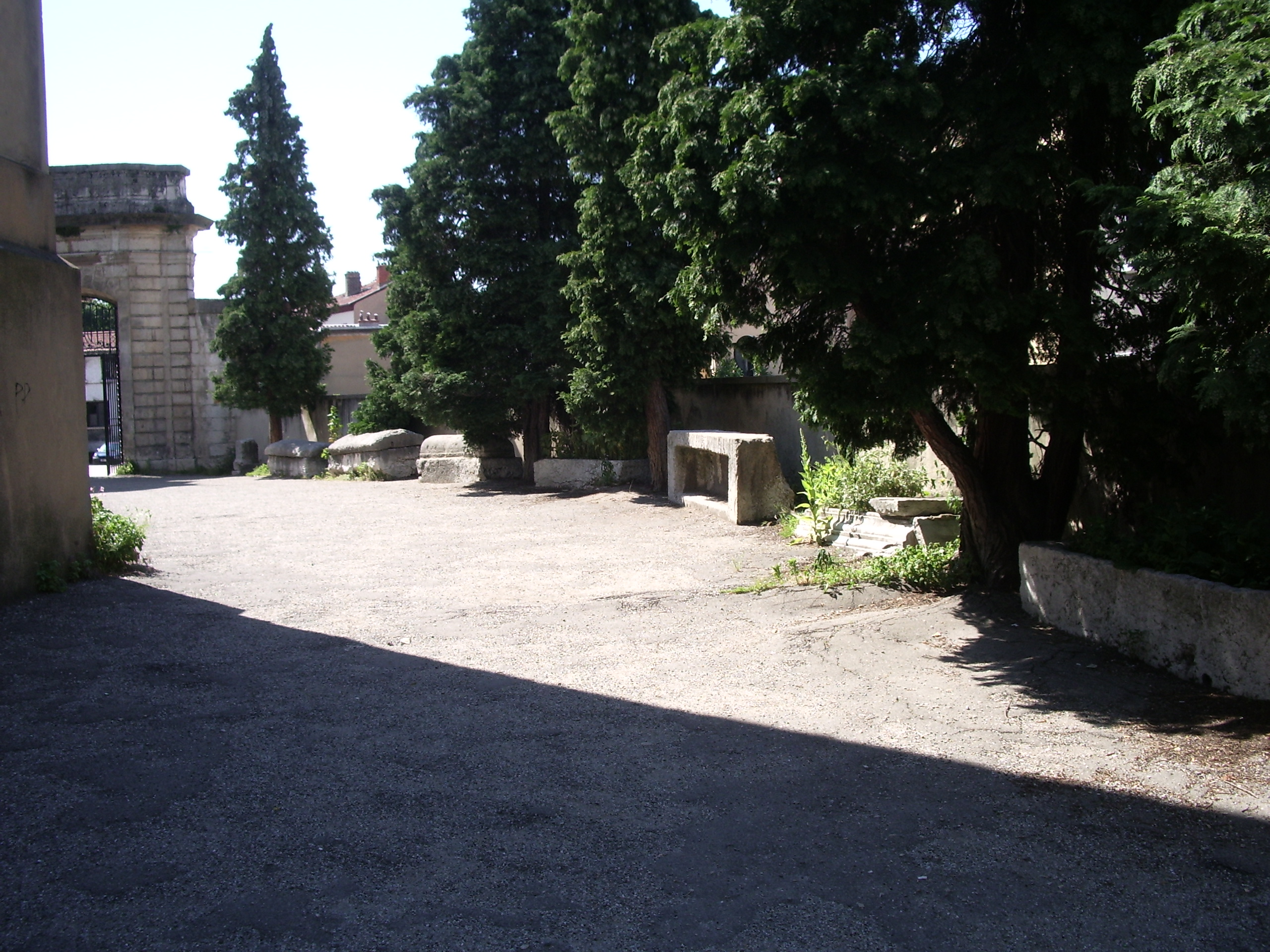
Sarcophages dans la cour de l'église Saint-Irénée.

Le site est construit sur une nécropole romaine installée à l'ouest de la cité de Lugdunum restée active du Haut Empire romain jusqu'au Moyen Âge et couvrant l'actuel quartier de Trion jusqu'à l'ancienne basilique Saint-Just. Des fouilles en l'an 2000 sur la place Saint-Irénée qui forme le parvis de l'église, ont permis de mettre au jour de nombreuses sépultures de l'époque romaine et paléochrétienne. Elles complètent les fouilles déjà effectuées dans les années 1970-80 au sud de la basilique Saint-Just, en 1950-51 dans la rue des Macchabées, contiguë à l'église, et même auparavant dès le XIXe siècle dans ce quartier.
On retrouve des sarcophages de cette époque à l'extérieur de l'église, contre le mur d'enceinte, qui auraient été exhumés dès le XIXe siècle. La pièce majeure découverte est le sarcophage du triomphe de Bacchus exhumée en 1845 après une première découverte en 1824, par Ambroise Comarmond. Cette pièce a été déplacée peu après sa découverte au musée des beaux-arts de Lyon (elle est exposée aujourd'hui au musée Lugdunum), d'autres moins importantes datant du Ve siècle ont été laissées sur le site.

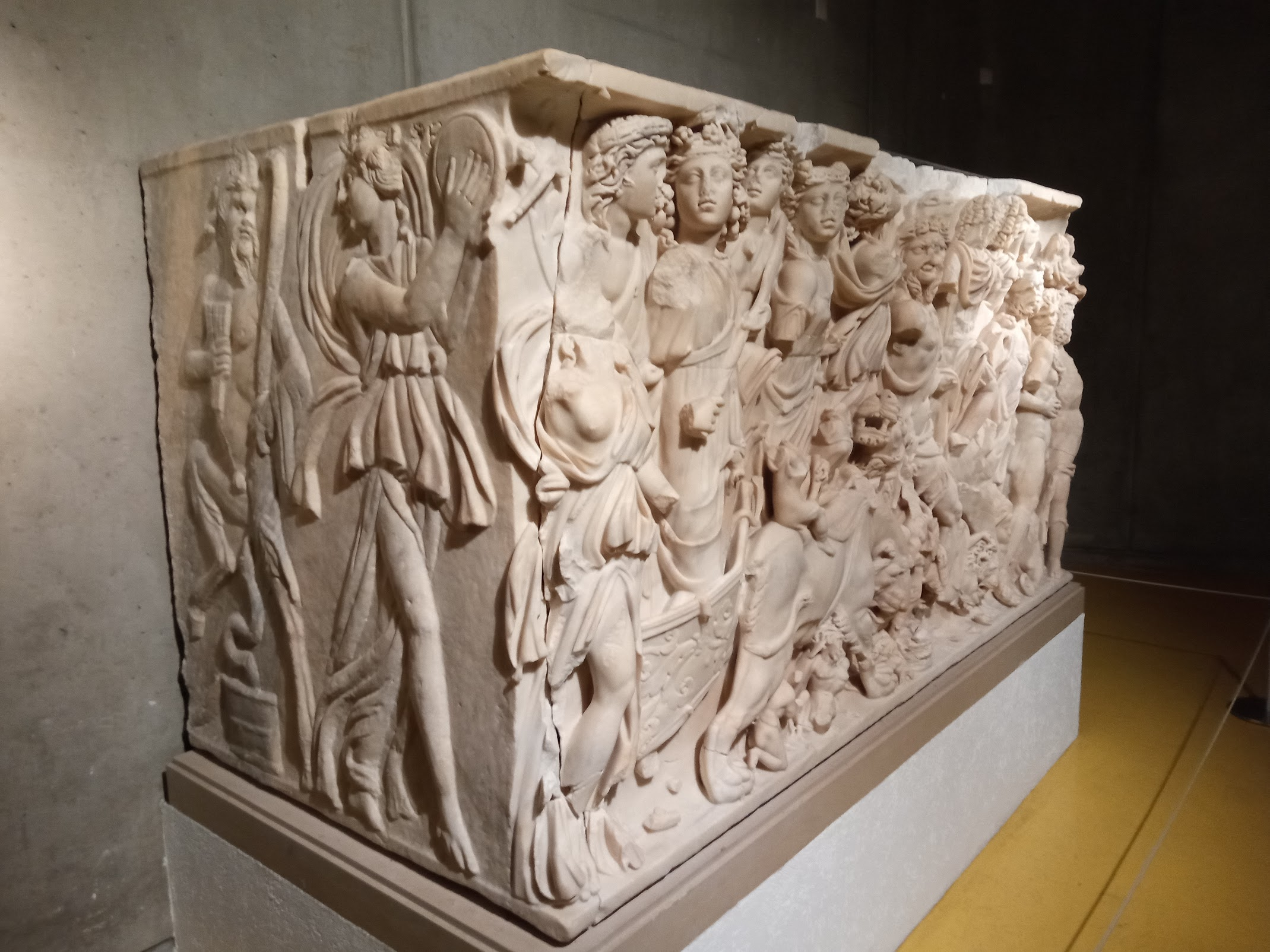
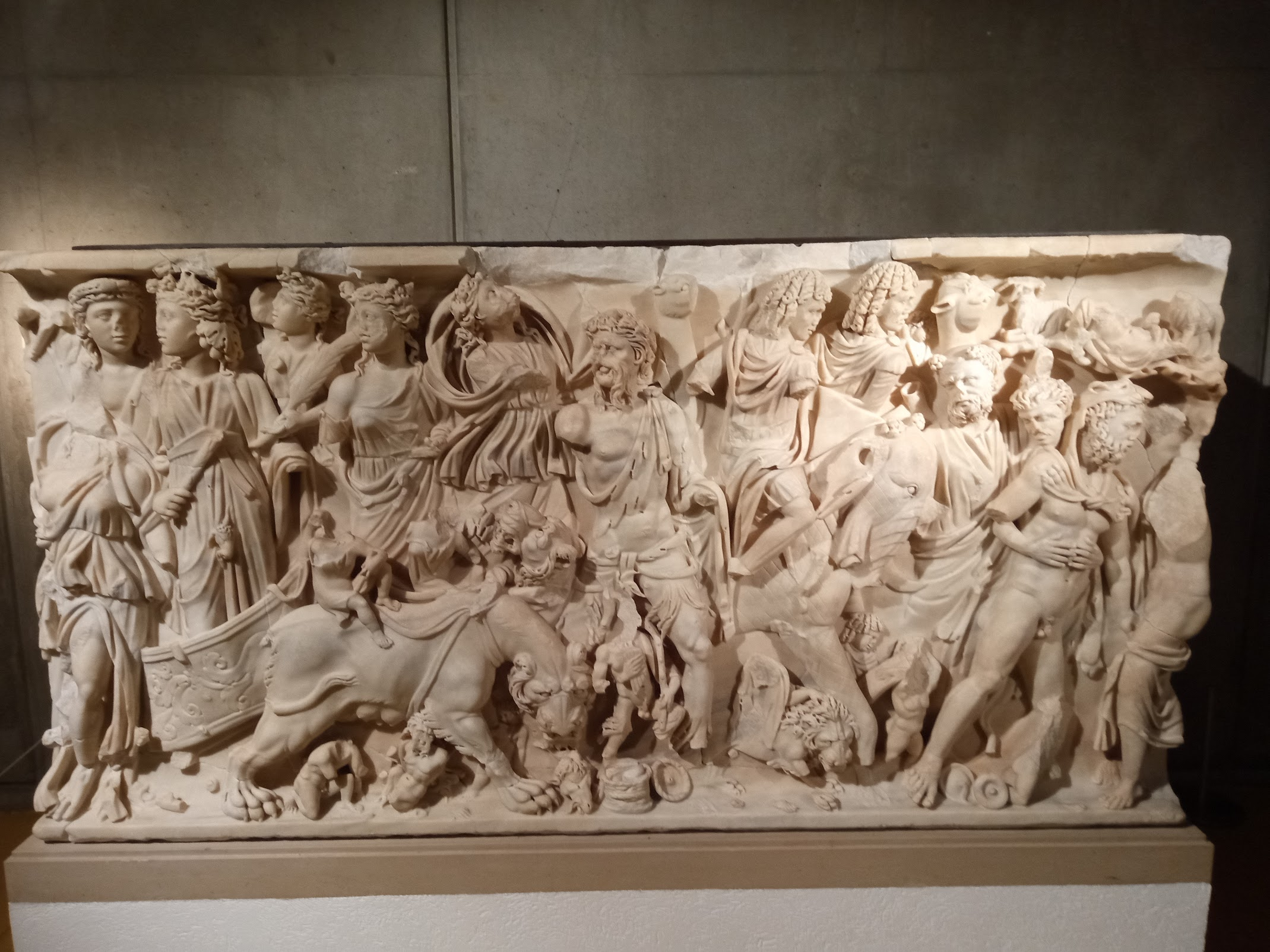
Cuve de sarcophage dite "Triomphe de Bacchus" (IIIe siècle), découverte à Saint-Irénée en 1824(musée Lugdunum, Lyon).
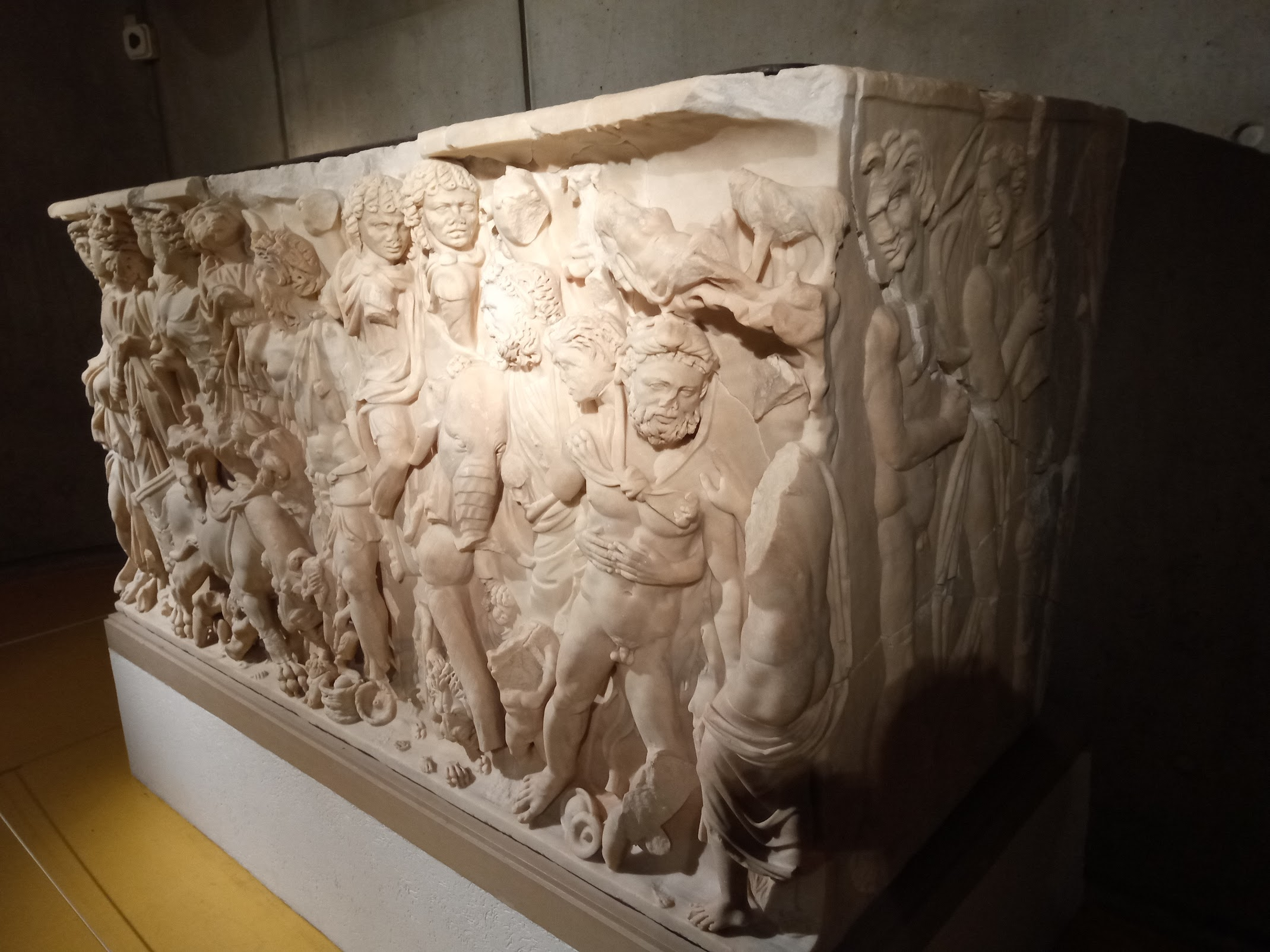

L'église se situe à l'emplacement d'un ancien mausolée, abritant déjà au dernier tiers du Ve siècle des reliques d'origine inconnue qui donnèrent vraisemblablement lieu à l'invention des martyrs locaux Alexandre et Épipode.
La "distribution de la poussière précieuse des martyrs", telle que décrite dans l'homélie 55 de la collection d'Eusebius Gallicanus (attribuée aujourd'hui à Fauste de Riez) y était ainsi pratiquée à la fin du Ve siècle.
L'édifice, construit à proximité immédiate ou peut-être même sur la crypte des deux martyrs, aurait pu être destiné initialement à une dévotion "privée" à Alexandre et Epipode, avant la mise en place d'un culte officiel et public à Irénée au début du siècle suivant.

### De la basilique Saint-Jean à l'église Saint-Irénée (VIe–IXesiècles)

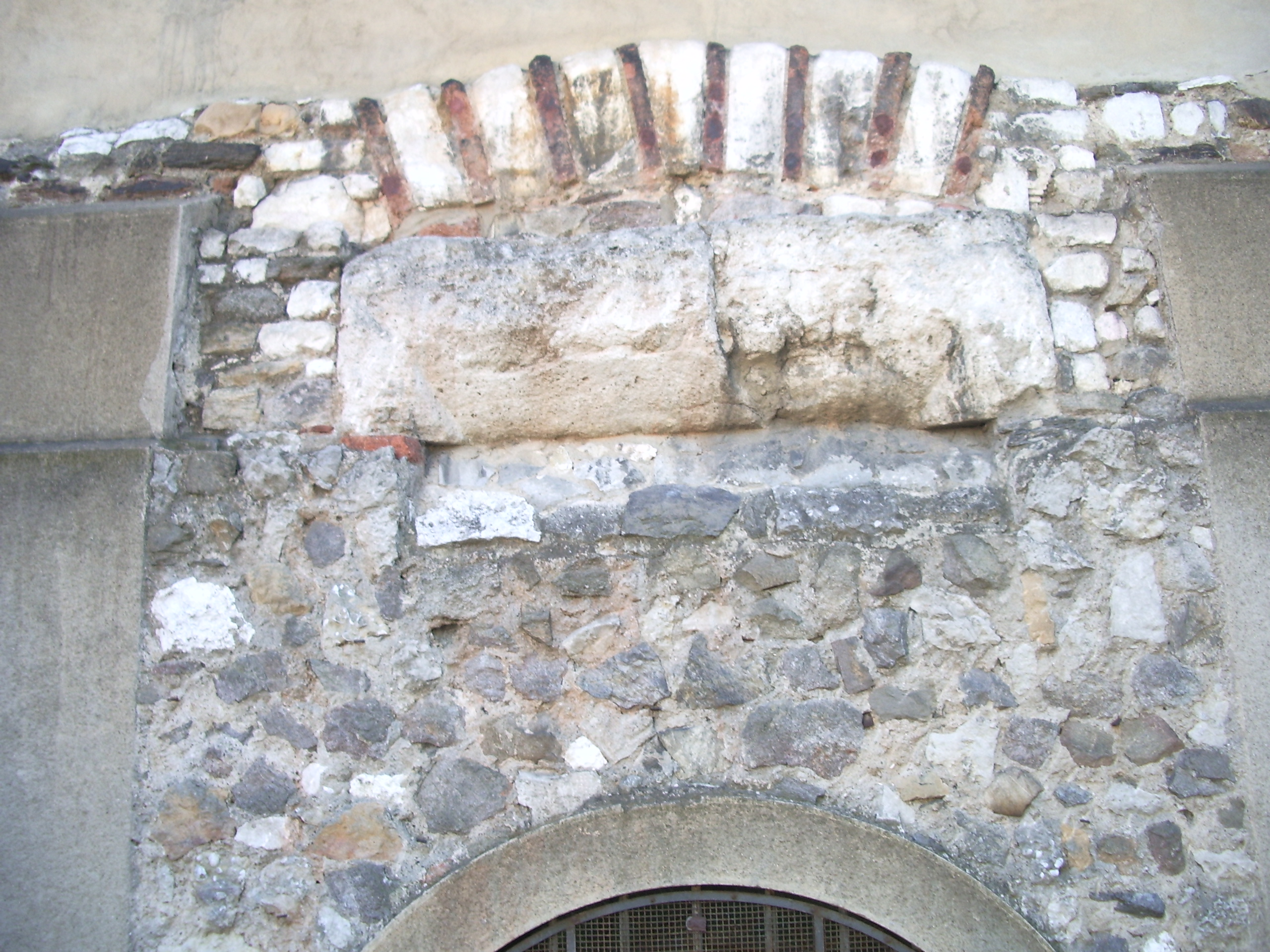
Arc, seul reste de la première église du VIe siècle.

Lors de la construction de la crypte, entre les Xe et XIe siècles, une mosaïque a été posée. Détruite en 1562 par les Protestants, elle présentait un texte qui commençait par : « Ici sous un même toit sont construits deux temples dont saint Patiens fut le fondateur »[réf. souhaitée]. Pour certains, le texte est plus ancien que la crypte et remonte à l'époque de Sidoine Apollinaire, autour du Ve siècle, alors que pour d'autres, il a été écrit au moment de la construction et ne peut confirmer de manière certaine l'attribution à l'évêque Patiens. Il reste probable que ce dernier a entrepris la construction entre 450 et 490.
L'église aurait été dédicacée par l'archevêque de Vienne Avit au début du VIe siècle sous le vocable de Saint-Jean-Baptiste,
L'édifice remarquable était doté d’un grand transept et d’une vaste crypte caractéristiques de la renaissance de la deuxième moitié du Ve siècle et du début du VIe siècle. La similitude avec la basilique funéraire Saint-Laurent de Choulans indiquerait que les deux édifices pourraient être l’œuvre d'un même architecte. De cet édifice il ne reste aujourd'hui qu'un arc.
Grégoire de Tours, qui résida à Lyon entre 551 et 573, décrit la crypte de la basilique Saint-Jean abritant les reliques de saint Irénée sous un autel, à côté de celles d’Alexandre et d’Épipode. La présence de cet autel inférieur associé aux aménagements facilitant l'accès à la crypte (portes, escaliers) laisse à penser qu'elle était le théâtre d'une célébration eucharistique "sur" les tombes des martyrs. Interdite par le deuxième concile de Braga, mais soutenue par saint Augustin et Isidore de Séville, cette pratique restait associée au culte des martyrs ailleurs en Occident.
Durant la première moitié du VIIe siècle, le bâtiment est doté d'une abside (rectangulaire à l’intérieur et polygonale à l’extérieur) à l'ouest d'une crypte dont l'accès se faisait par des escaliers. Cette restauration est à mettre au crédit  soit de l'évêque Arigius (proche de la reine Brunehaut, premier signataire du concile de Paris en 614) soit d'Ennemond (élevé au palais sous Dagobert et proche Clovis II).
L'évêque de Narbonne Barthélémy (c.827-840) fit don de reliques. Elles furent placées au milieu de la nef, sous l’autel situé au-dessus du «puits des martyrs».
En 868, une communauté de chanoines, commune à Saint-Just et Saint-Irénée, est mise en place par l'évêque Remigius.

### La nécropole comtale (Xe–XIVesiècles)
Dans la deuxième moitié du Xe siècle, une troisième campagne de restauration est réalisée : l’église est alors réduite au chœur de l’édifice ancien ; la crypte, d’axe oblique, fut dotée de trois nefs voûtées ; un mur de façade de l’église fut construit sur la descente d’escaliers.
Après 993, l'église devient la nécropole familiale de la première maison des comtes de Forez après une donation du comte Artaud.
Les chanoines sont régularisés sous l’archevêque Hugues de Die. La communauté est ensuite dirigée par un prieur, alors que Saint-Just reste une collégiale séculière.
Le pape Innocent IV consacra le maître-autel sous le vocable de Saint-Irénée lors de son séjour à Lyon entre 1244 et 1251.
À la suite des comtes de Forez et des seigneurs de Beaujeu, les chanoines-comtes de la cathédrale furent inhumés dans une chapelle méridionale.
L’évêque Jubin y fut enterré en 1083 dans la galerie extérieure à droite de l’escalier d’accès à l’église.

### Destruction et reconstructions
L'église est dévastée lors des guerres de Religion par les troupes protestantes du baron des Adrets en 1562 : les reliques sont volées, la façade très abîmée et la crypte manque d'être détruite. Laissée à l'abandon, elle est restaurée à partir de 1584 et la crypte à partir de 1635.
À la Révolution française, l'église est transformée en fenil. Puis l'édifice est peu à peu abandonné. Le regain du culte des saints au XIXe siècle la remet au goût du jour. Elle est reconstruite en 1824 (bâtiment actuel) et la crypte est rénovée en 1863.
Un premier calvaire est érigé derrière le chœur de l'église en 1687. Détruit en 1793, il est reconstruit entre 1814 et 1817 avec des statues en marbre de Carrare, puis restauré par Joseph-Hugues Fabisch en 1868. Un chemin de croix constitué de quatorze tableaux est ajouté au XIXe siècle.
La crypte et l'église ont été classées Monuments historiques en 1862.

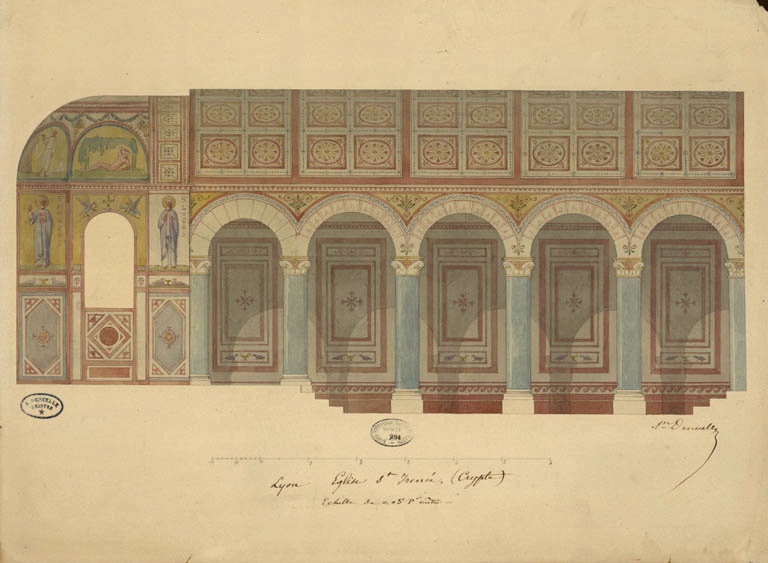
Crypte de l'église Saint-Irénée, par Alexandre Denuelle (coupe transversale).
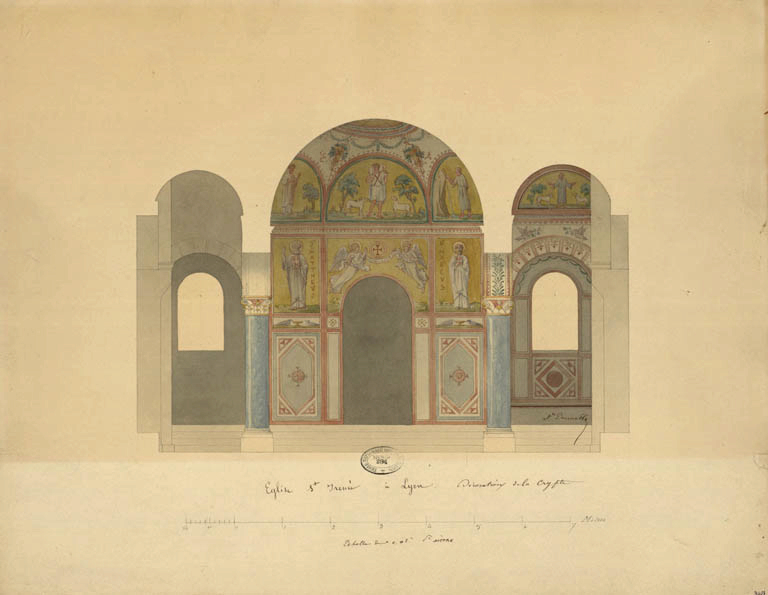
Crypte de l'église Saint-Irénée, id., (coupe longitudinale).

## Église et paroisse latine
Le bâtiment actuel est du XIXe siècle pour l'église haute, construite dans un style néoclassique avec des rappels byzantins, la crypte est du Xe siècle, bien conservée et intelligemment restaurée au XIXe siècle, avec quelques éléments (au moins un arc) du Ve siècle.
Elle se situe à l'angle de la rue des Macchabées et de la place Saint-Irénée. Le bâtiment ne donne pas directement sur la place ni sur la rue mais sur une cour intérieure où restent quelques sarcophages d'époque romaine, fermée par un mur ouvert à deux endroits sur la rue et sur la place et qui entourent l'église, le calvaire et la maison paroissiale.
L'église catholique est par ailleurs accolée à une église chrétienne catholique de rite byzantin.
Les vitraux et les statues de l'église haute datent d'une période s'échelonnant entre la reconstruction de l'église en 1824 et le tout début du XXe siècle. En 1828, le sculpteur Jean-François Legendre-Héral réalise plusieurs sculptures pour cette église : Saint-Jean; Saint-Paul; Saint-Just; Saint-Irénée;  Le Martyre de Saint-Irénée. Les vitraux de la nef retracent les premiers temps de l'histoire chrétienne de Lyon, et ceux des côtés, les portraits des grands martyrs de Lyon : saint Irénée, sainte Blandine, Épipode et Alexandre de Lyon. En 1901, l'artiste lyonnais Lucien Bégule réalise pour les murs latéraux de la nef une série de huit vitraux sur les martyrs de Lyon : saint Pothin, saint Irénée, sainte Blandine, etc..

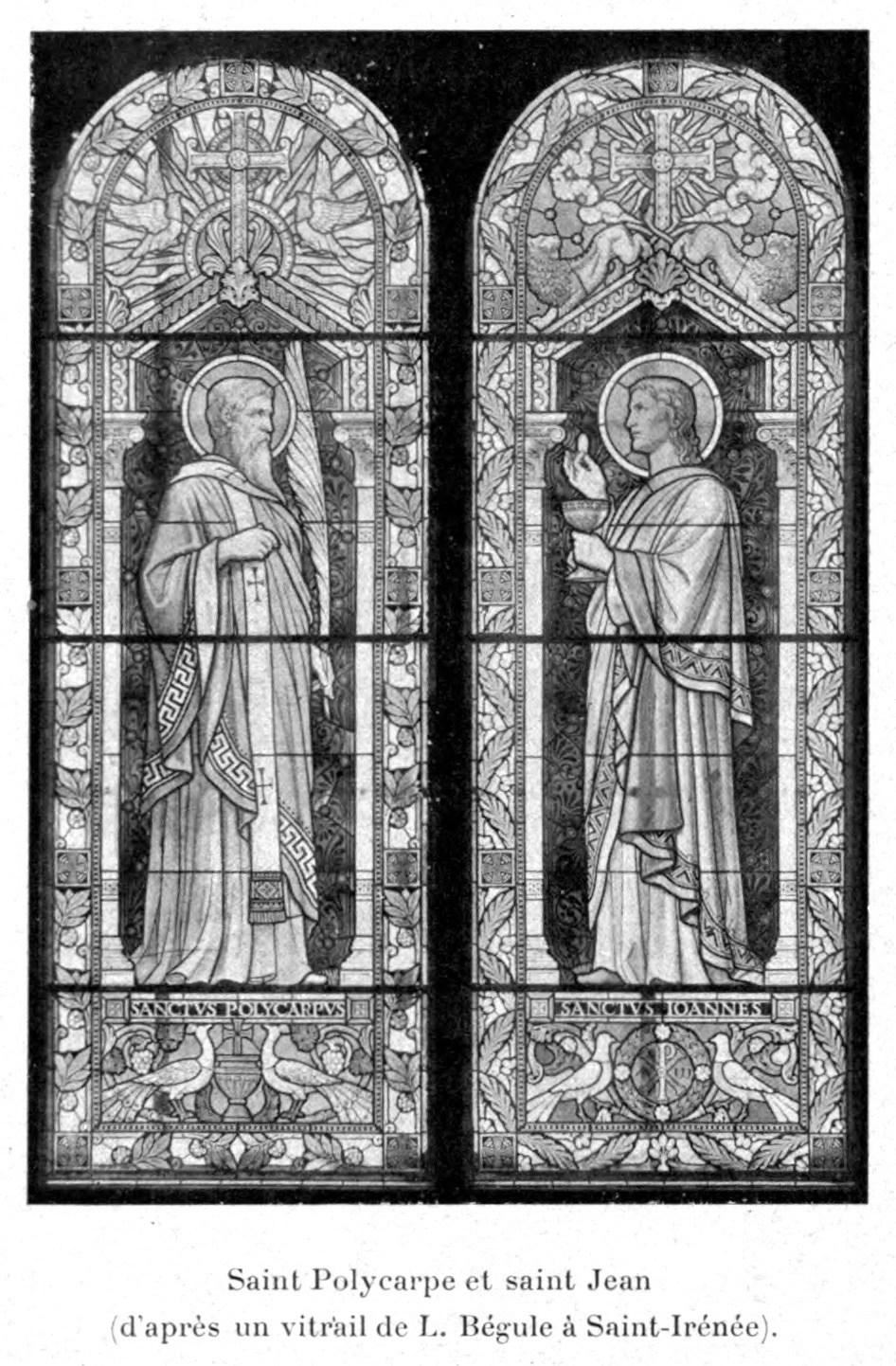
Polycarpe (mur gauche), apôtre Jean (mur droit)
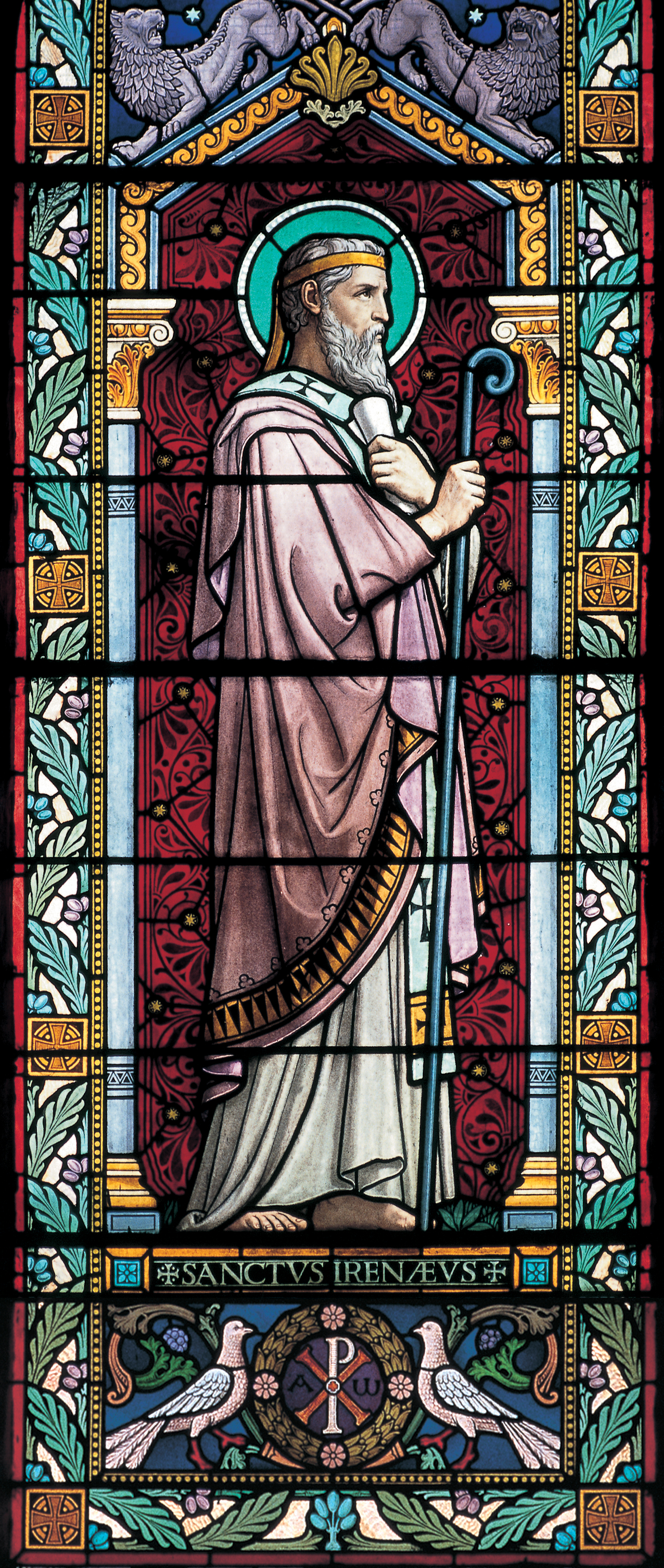
Irénée de Lyon (mur gauche)
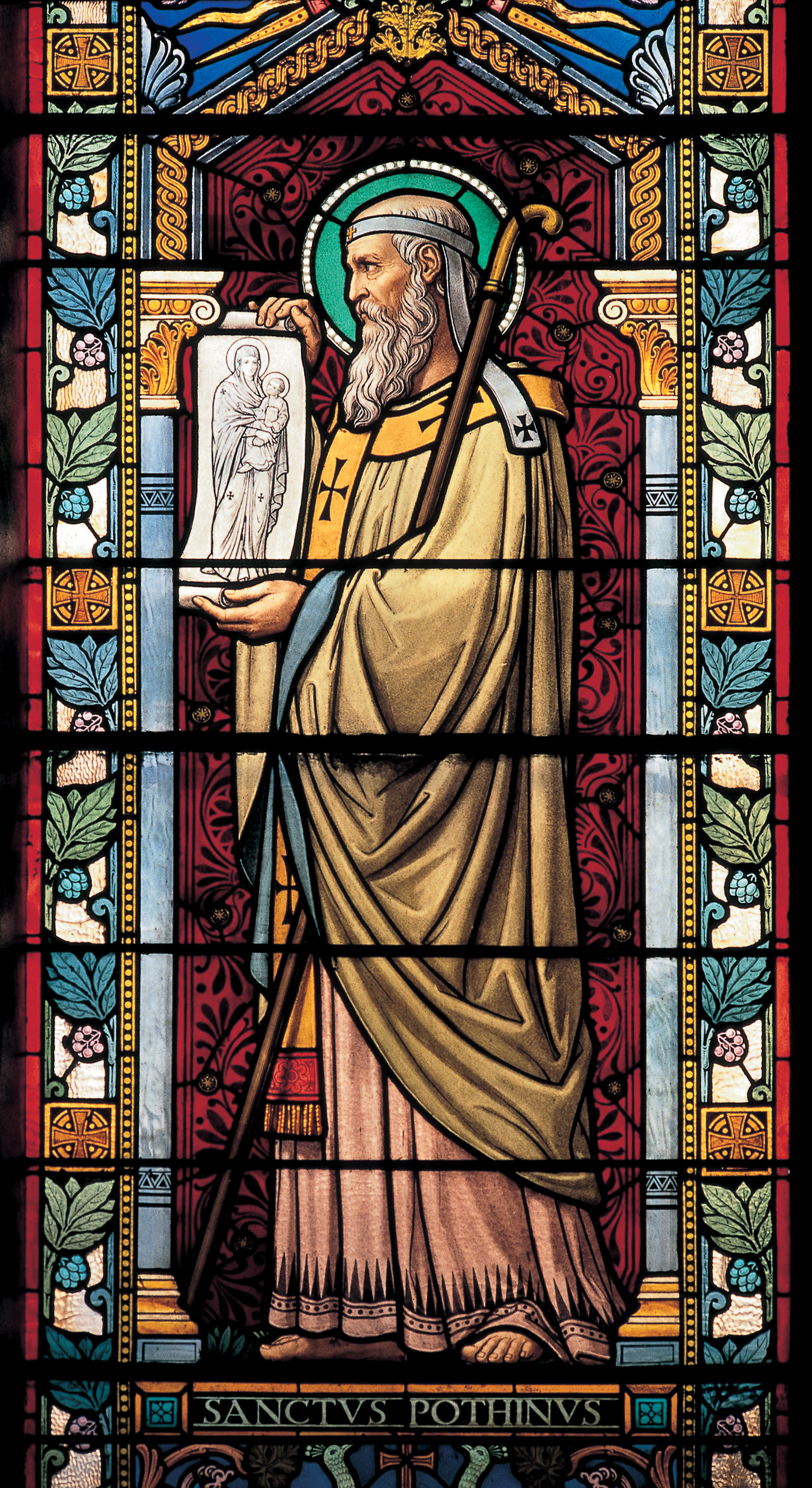
Pothin de Lyon (mur droit)
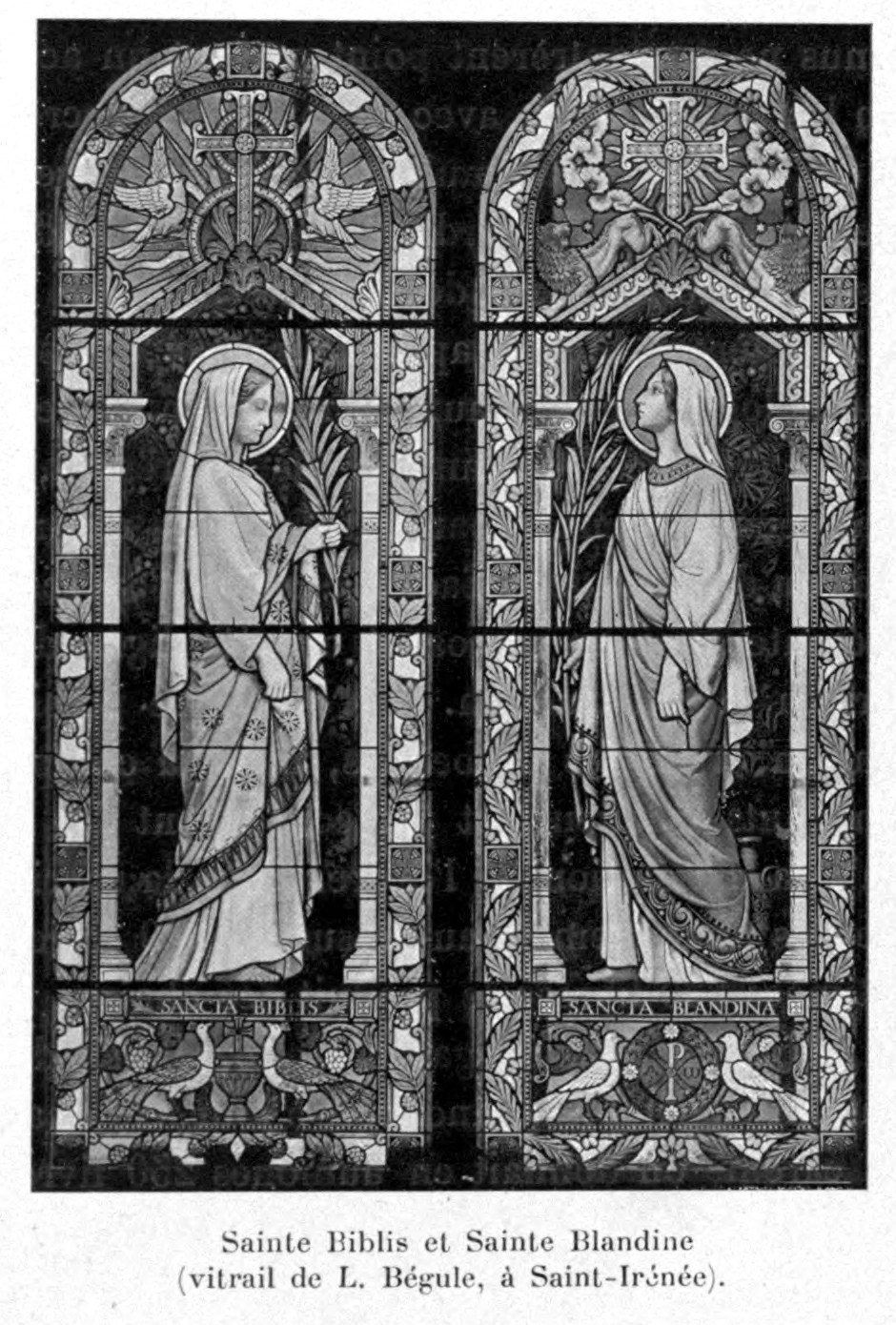
Biblis (mur gauche), Blandine (mur droit)

L'orgue, qui date de 1855, possède deux claviers de 54 notes, un pédalier de 30 notes et 17 jeux. À transmission mécanique, il est l'œuvre du facteur alsacien Claude-Ignace Callinet. Il a été remanié en 1885 par CARLEN et ABBEY (Brigue, Suisse). L'orgue fut transporté à cette occasion de la tribune qui se trouvait au-dessus de la porte d'entrée (aujourd'hui démolie) à sa place actuelle, dans le chœur, côté nord. Des relevages périodiques ont été faits, le dernier datant de 1987 par le facteur de Pont-l'Évêque, Jean François Dupont. Adrien Rougier en fut l'un des titulaires au début des années 1930. Il a été restauré en 2018 par le facteur lyonnais Michel Jurine.
La paroisse actuelle comprend les églises Saint-Just et Saint-Irénée avec messes se déroulant habituellement en cette dernière.

### Crypte

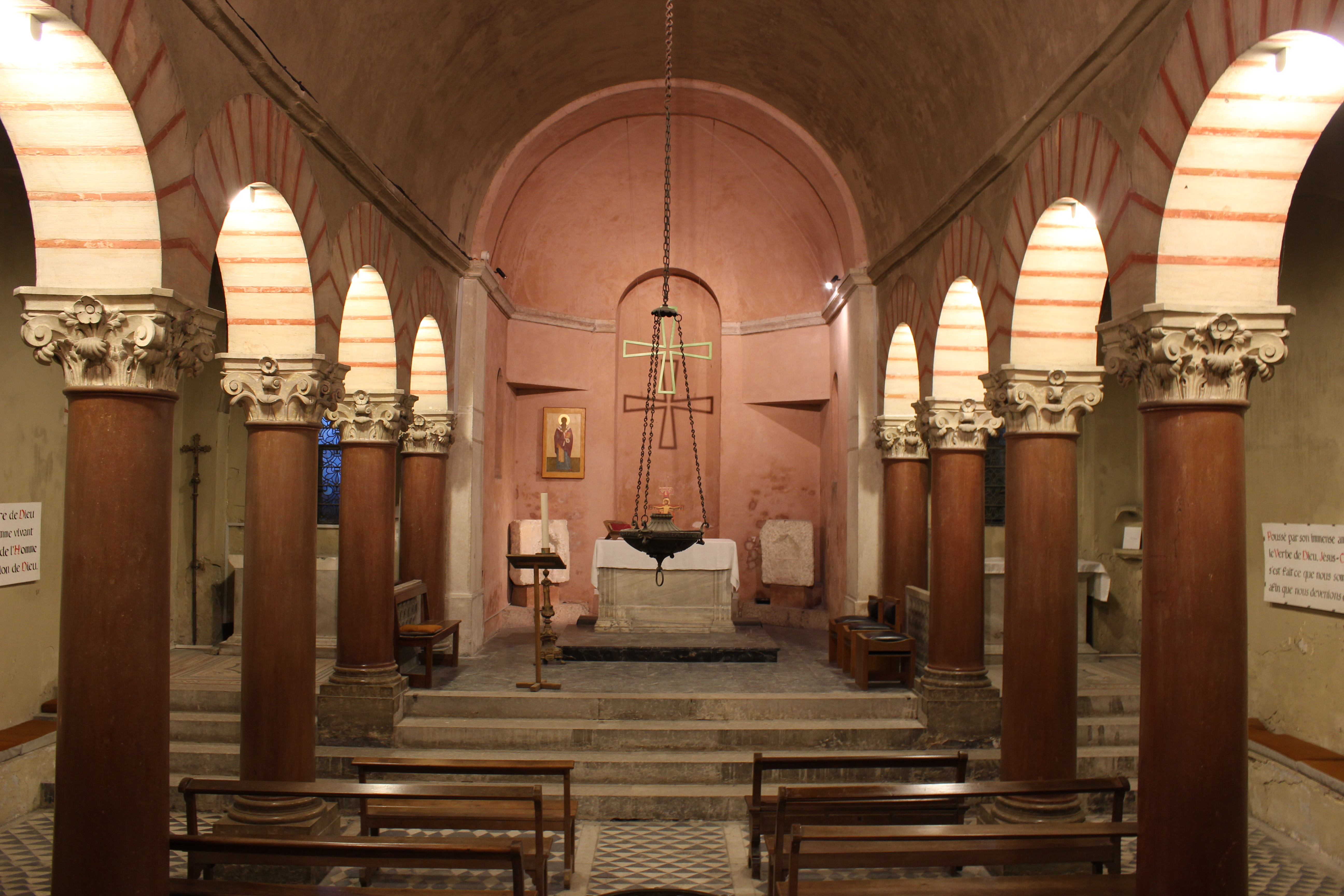
Crypte avant la découverte de 2022.

Les murs les plus anciens de la crypte datent du Ve siècle, sa configuration de l'époque carolingienne et la décoration de la restauration de 1863. C'est ici que repose à la fin du VIe siècle saint Irénée, aux côtés d'Épipode et Alexandre de Lyon.
Les couloirs datent eux du Haut Moyen-Âge. L'église était alors particulièrement fréquentée, et il fallait pouvoir descendre à la crypte sans se gêner. Il fut décider de creuser deux tunnels, l'un pour l'entrée, l'autre la sortie.
En 1562, pendant les guerres de Religion, le baron des Adrets profane les tombeaux et disperse les ossements avant d'essayer de détruire la crypte. Les os seront rassemblés dans un ossuaire attenant à la crypte, qui en contient 22 m3.

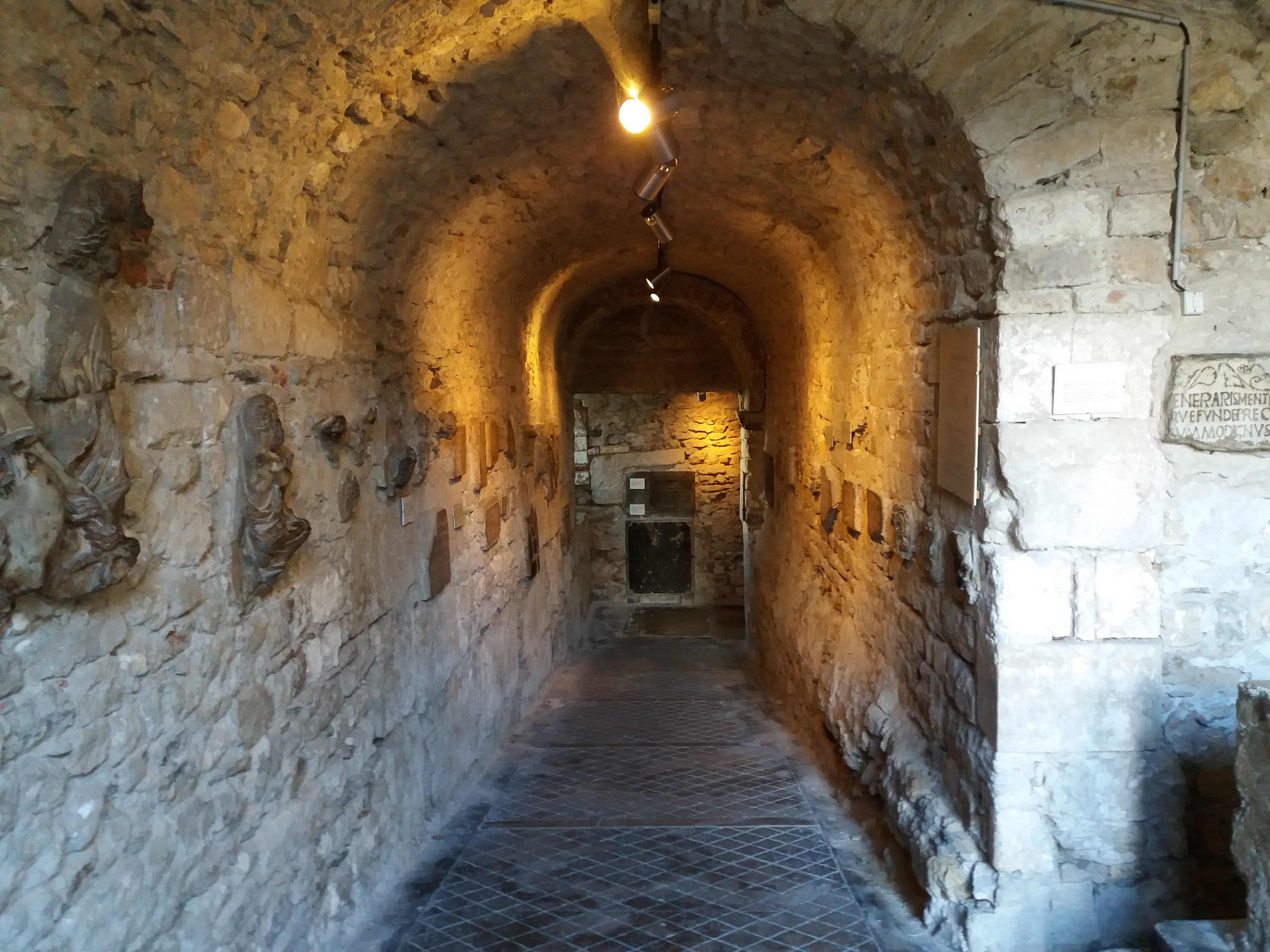
Couloir d'entrée de la crypte (morceaux de sarcophages et épitaphes au mur, datant du).

En 2022, des fouilles archéologiques mettent à nu les murs du chœur. On y découvre que celui-ci date en fait du VIIe siècle environ. Des fouilles archéologiques sont actuellement (2024) en cours sous l'autel, où l'on recherche notamment les restes de saint Irénée,.
En plus de la découverte du chœur, les archéologues mettent au jour des fresques dans le style paléochrétien aux murs mais aussi au plafond. Elles dateraient de la restauration de la crypte, au XVIIIe siècle.

### Jardin

#### Calvaire

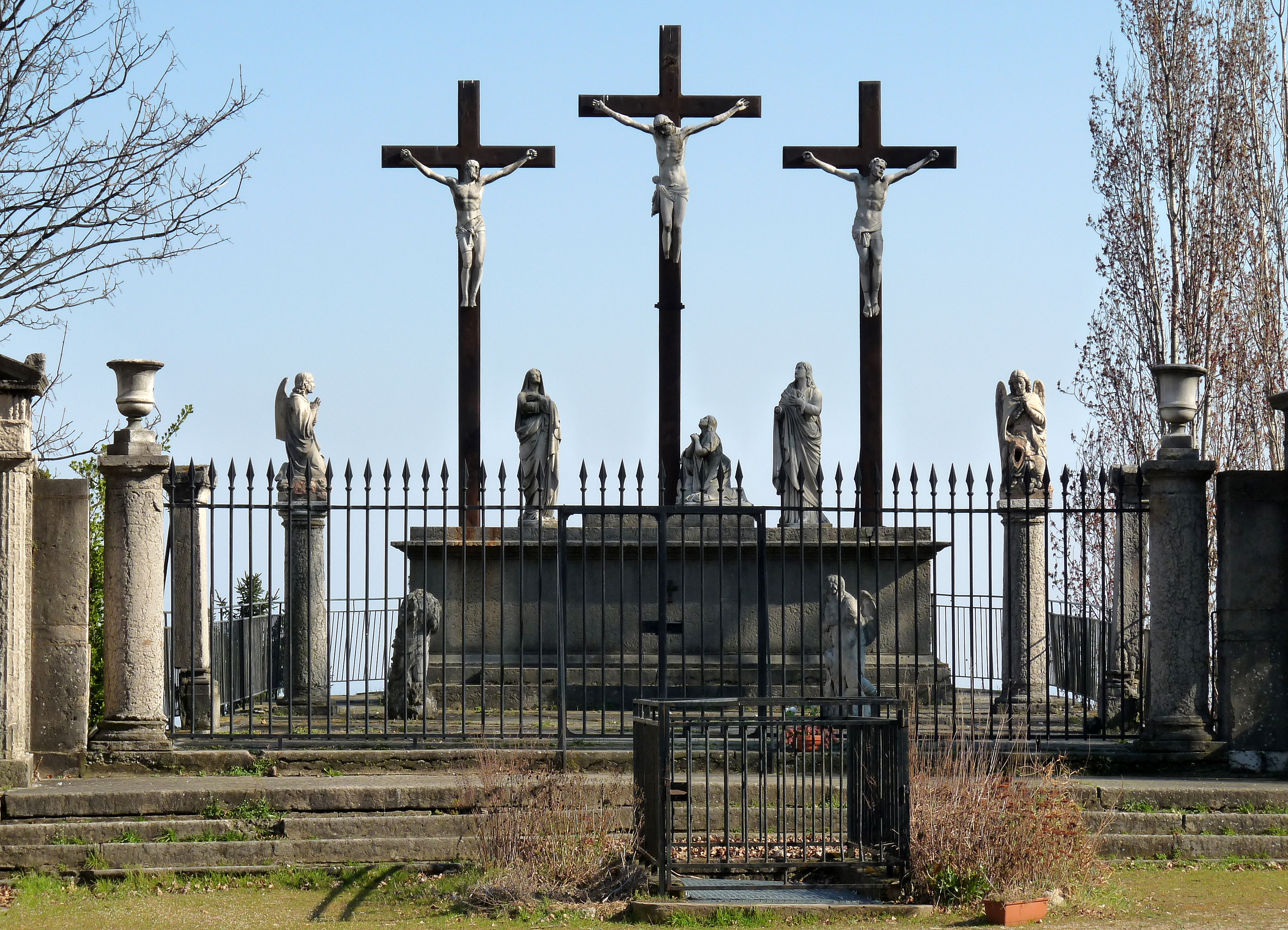
Calvaire de St-Irénée.

Le calvaire date du XVIIIe siècle. Il érigé derrière le chœur à flanc de colline surplombe la Saône et donne une vue panoramique sur la ville de Lyon. Il reste l'un des seuls calvaires subsistant dans une grande ville.
Il comprend un autel surmonté de trois croix, qui correspond à la 12e station du chemin de croix, entouré d'anges en adoration et de cippes. Au-dessous se trouve une chapelle souterraine dans laquelle un caveau funéraire et un gisant de Jésus-Christ représentent la 14e station. Cette chambre funéraire était initialement une chapelle, qui fut finalement transformée.

#### Chemin de croix
Le chemin de croix datant du XIXe siècle est constitué de quatorze tableaux dont deux, ceux qui encadrent le calvaire, sont placés dans une châsse en pierre. Il entoure le chœur extérieur de l'église.
Il formait la fin d'un chemin de croix urbain qui partait de l'ancienne église Sainte-Croix de Lyon.

Tableaux du chemin de croix
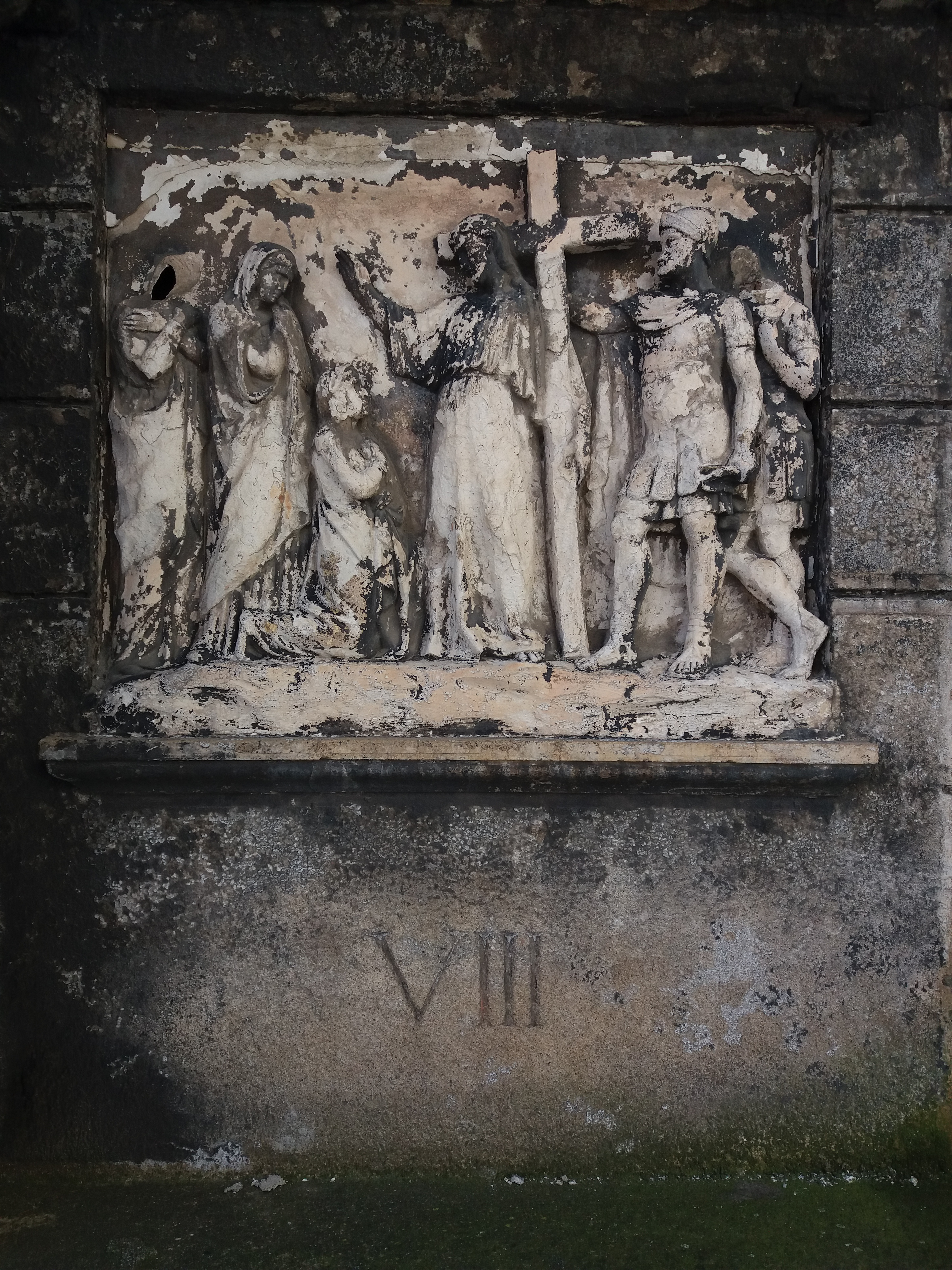
Tableau VIII
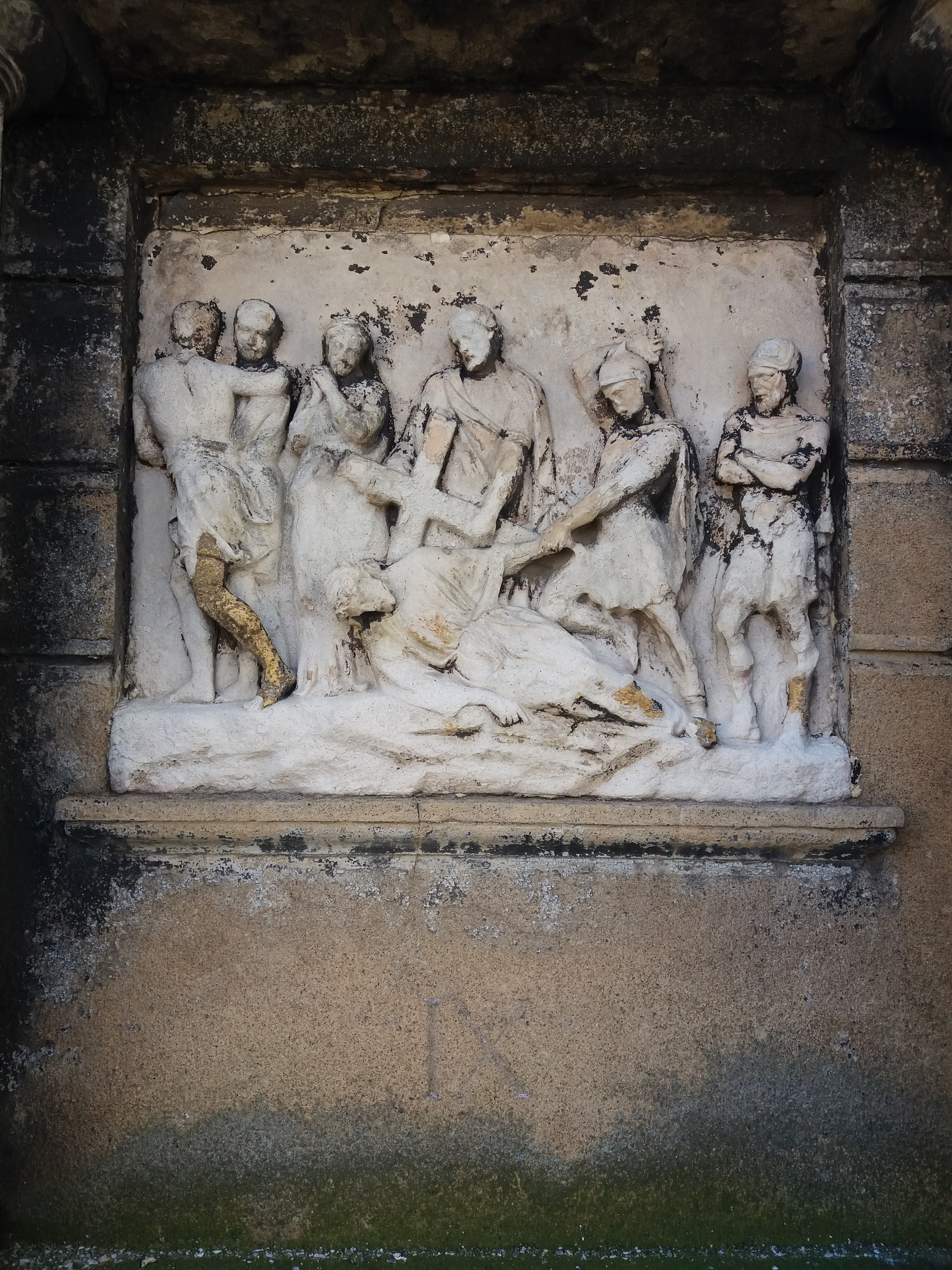
Tableau IX
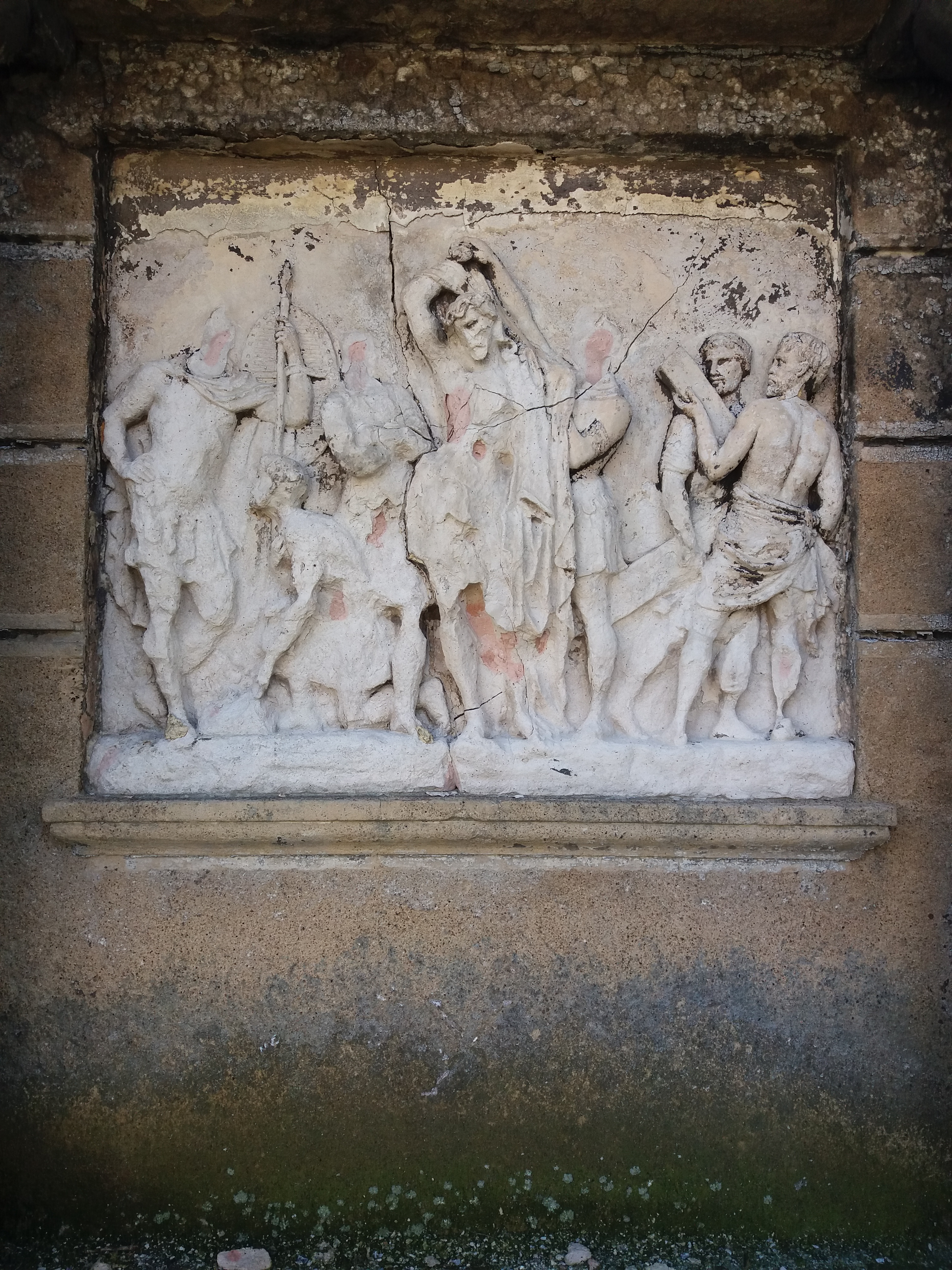
Tableau X
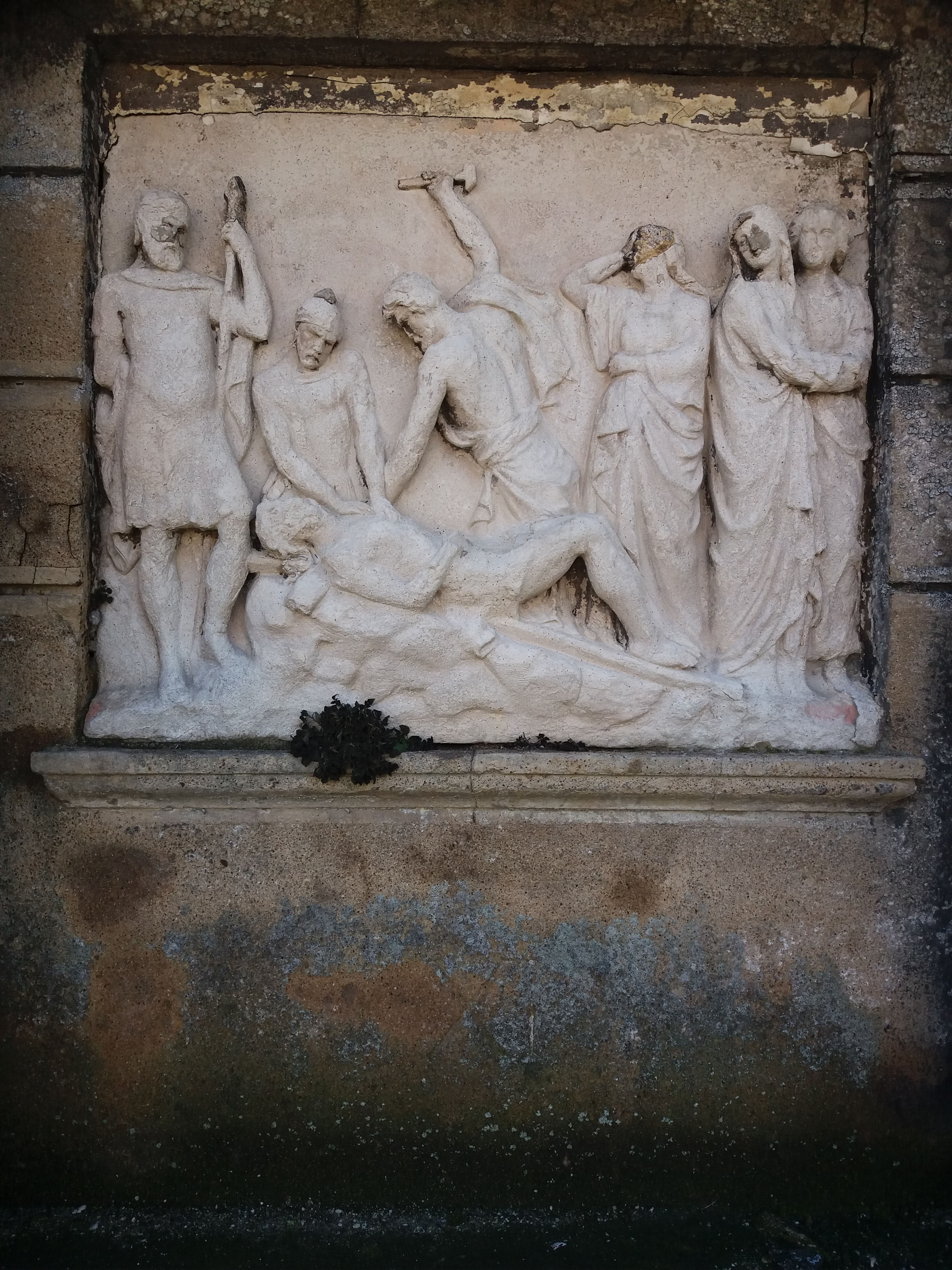
Tableau XI
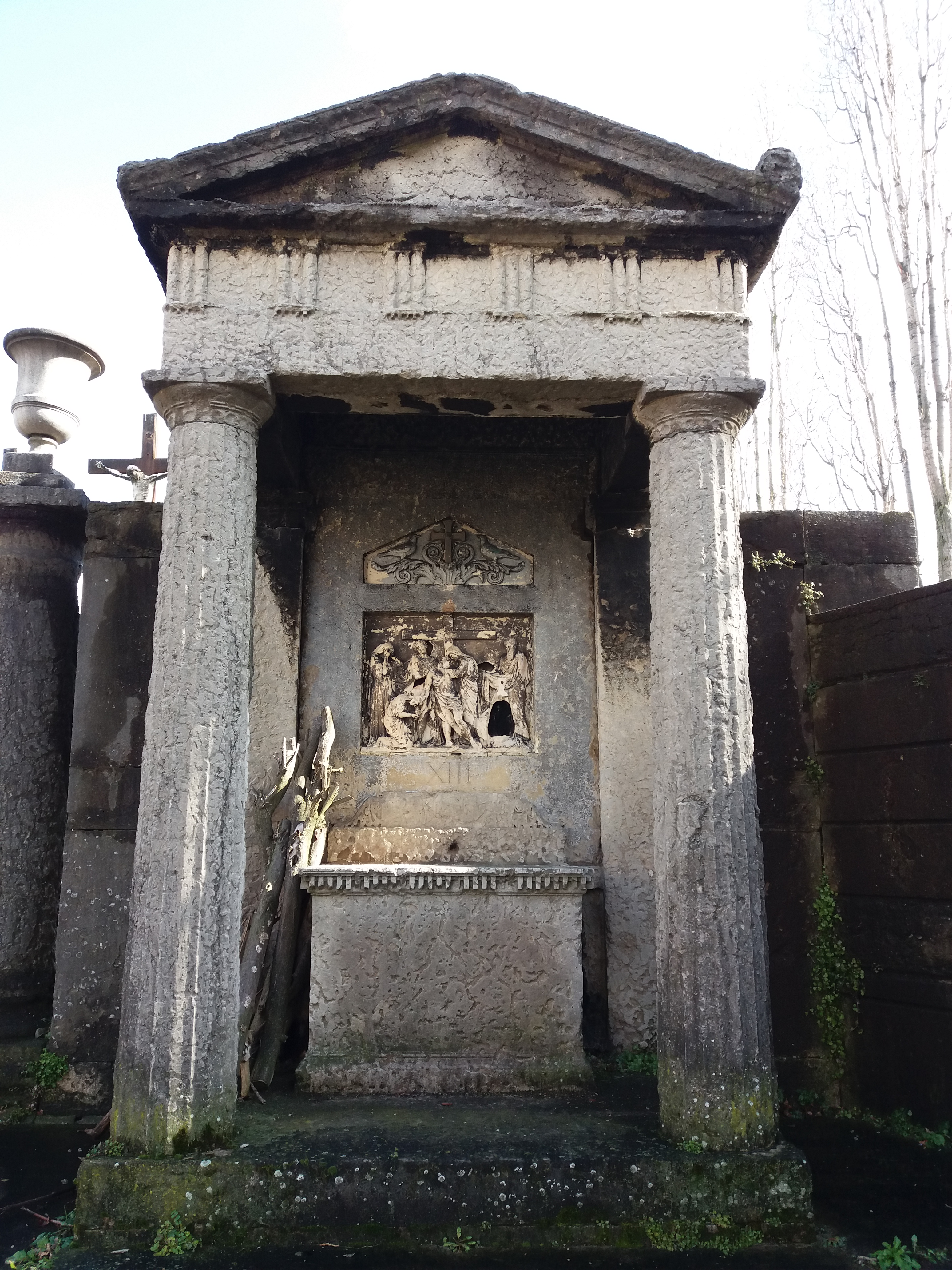
Tableau XIII

## Paroisse byzantine Saint Irénée
A côté de l'église, l'ancienne chapelle du refuge Saint Michel des Sœurs du Bon Pasteur est utilisée depuis 1991 par une communauté catholique de tradition russe. La liturgie y est donc célébrée selon le rite byzantin (en français et en slavon). Cette chapelle a été consacrée en juin 2016 après deux ans de travaux.